# Snuitvlinder (dagvlinder)
De snuitvlinder (Libythea celtis) is een vlinder uit de familie van de Nymphalidae. De voorvleugellengte bedraagt 17 tot 22 millimeter. De soort komt voor in Zuid-Europa, Noord-Afrika en Klein-Azië. De soort lijkt sterk op Libythea lepita die voorkomt in het Oriëntaals gebied en aangrenzend daaraan tot Japan. De soort vliegt van maart tot in september. De vlinder vliegt op hoogtes tot 1500 meter.
De waardplant van de snuitvlinder is de netelboom, hoewel mogelijk ook Prunus-soorten en iep worden gebruikt. De soort overwintert als imago.
Zijn naam dankt de snuitvlinder, net als de tandvlinder die snuitvlinder heet, aan de lange palpen die een snuit lijken te vormen.